# Prison de Mountjoy
Príosún Mhuinseo • Mountjoy Prison
La Prison de Mountjoy (anglais : Mountjoy Prison, Mountjoy Gaol, irlandais : Príosún Mhuinseo) est une prison située dans la localité de Dublin en Irlande, ouverte en 1850 et toujours en activité. 

## Détenus notables
En 1937, l'écrivain Antonin Artaud sera brièvement incarcéré dans l'établissement lors de son séjour en Irlande.